# Drieberg (Adelsgeschlecht)

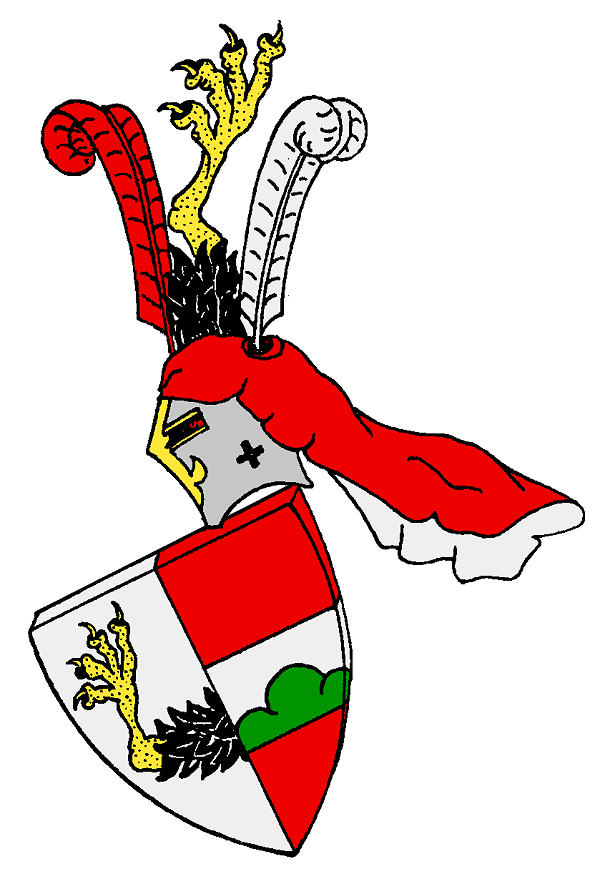
Wappen derer von Drieberg

Drieberg ist der Name eines alten mecklenburgischen Adelsgeschlechts, das seine Wurzeln im Raum Schwerin/Rostock hatte. Das Stammgut war der heutige Ortsteil Drieberg der Gemeinde Dragun im Landkreis Nordwestmecklenburg.

## Geschichte

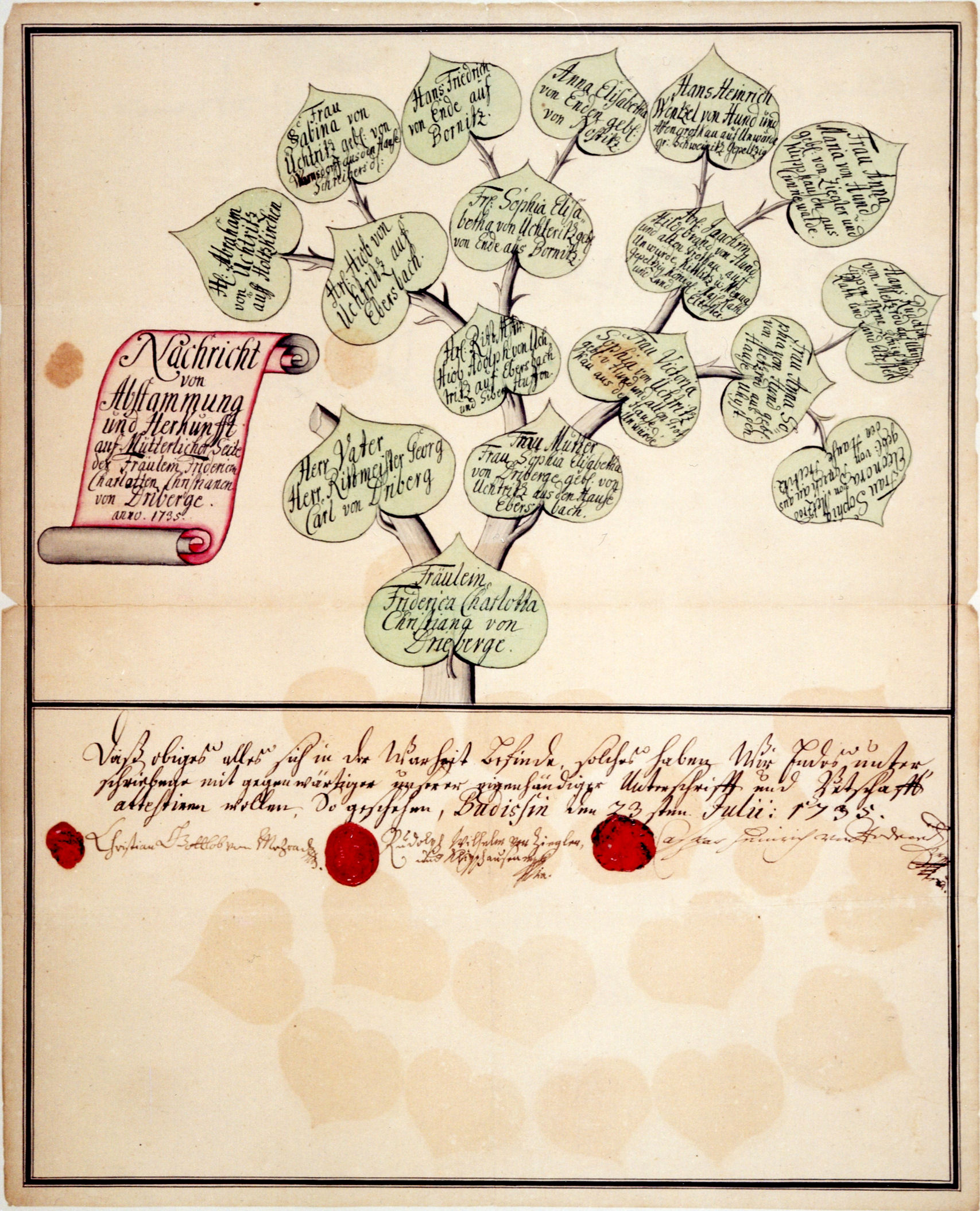
1735 ins Kloster Dobbertin eingereichter Adelsnachweis für Friederica Charlotta Christina von Drieberg

Das Geschlecht erscheint erstmals urkundlich 1178 mit Gottfried von Drieberg als Zeuge bei Bischof Berno von Schwerin, mit dem auch die Stammreihe beginnt.
Im Einschreibebuch des Klosters Dobbertin befinden sich acht Eintragungen von Töchtern der Familien von Drieberg aus Drieberg, Cramonshagen und Gottmannsförde aus den Jahren 1707–1790 zur Aufnahme in das dortige adelige Damenstift; wie viele hiervon gegebenenfalls als Konventualinnen aufgenommen wurden, ist derzeit noch offen. Das Wappenschild mit anhängendem  Ordensstern der Konventualin Friederica Charlotta Christina von Drieberg hängt mit ihrem Allianzwappen auf der Nonnenempore in der Klosterkirche.
Zu Beginn des 16. Jahrhunderts richtete die Familie von Drieberg im heutigen Dolgen am See einen Gutshof ein. Verschiedene Mitglieder des Adelsgeschlechts wurden in der nahegelegenen Dorfkirche von Hohen Sprenz bestattet, wo sich deren Grabsteine aus dem 16. und 17. Jahrhundert heute noch befinden. An der Patronatsloge dieser Kirche befindet sich auch das Familienwappen der Driebergs.
Carl Friedrich von Drieberg (* 1733; † 25. März 1804) war Rittmeister im Regiment der Gardes du Corps und bewohnte das Hofgut Kantow in Wusterhausen/Dosse. Sein Sohn war der Musiker, Komponist und Schriftsteller Friedrich Johann von Drieberg. Er lebte von 1780 bis 1856 auf dem Gutshof Protzen und hatte keine männlichen Nachfahren; mit seinem Tod erlosch das Adelsgeschlecht 1856.

## Wappen
Das Wappen zeigt in gespaltenem Schild rechts in Silber eine aufwärts wachsende, schwarz gefiederte goldene Adlerklaue am Spalt, links in Rot einen silbernen Balken, darin ein grüner Dreiberg auf der Teilungslinie. Auf dem Helm mit rot-silbernen Decken die Adlerklaue zwischen zwei Straußenfedern, die rechte rot, die linke silbern.

## Galerie

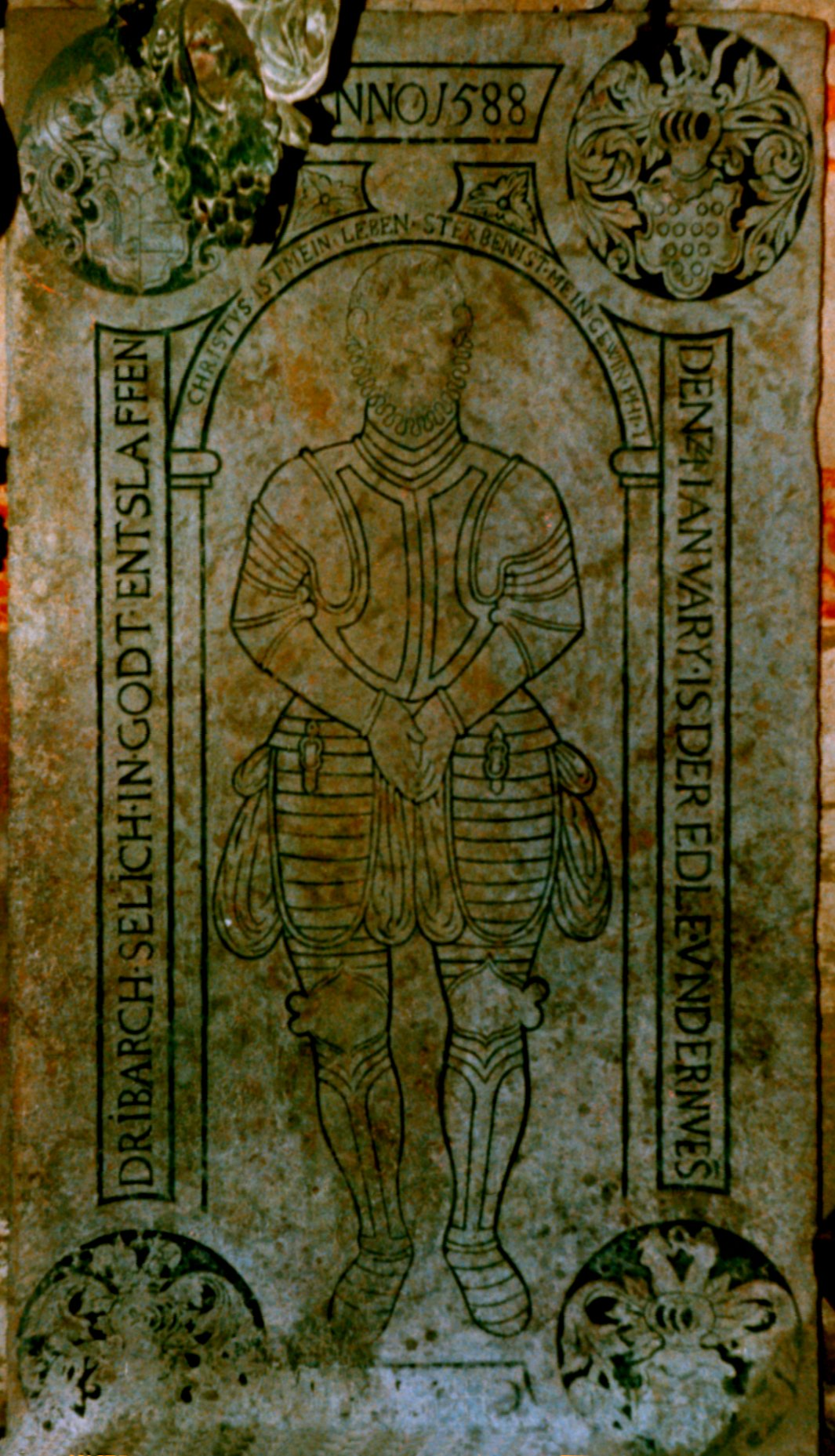
Grabstein von 1588
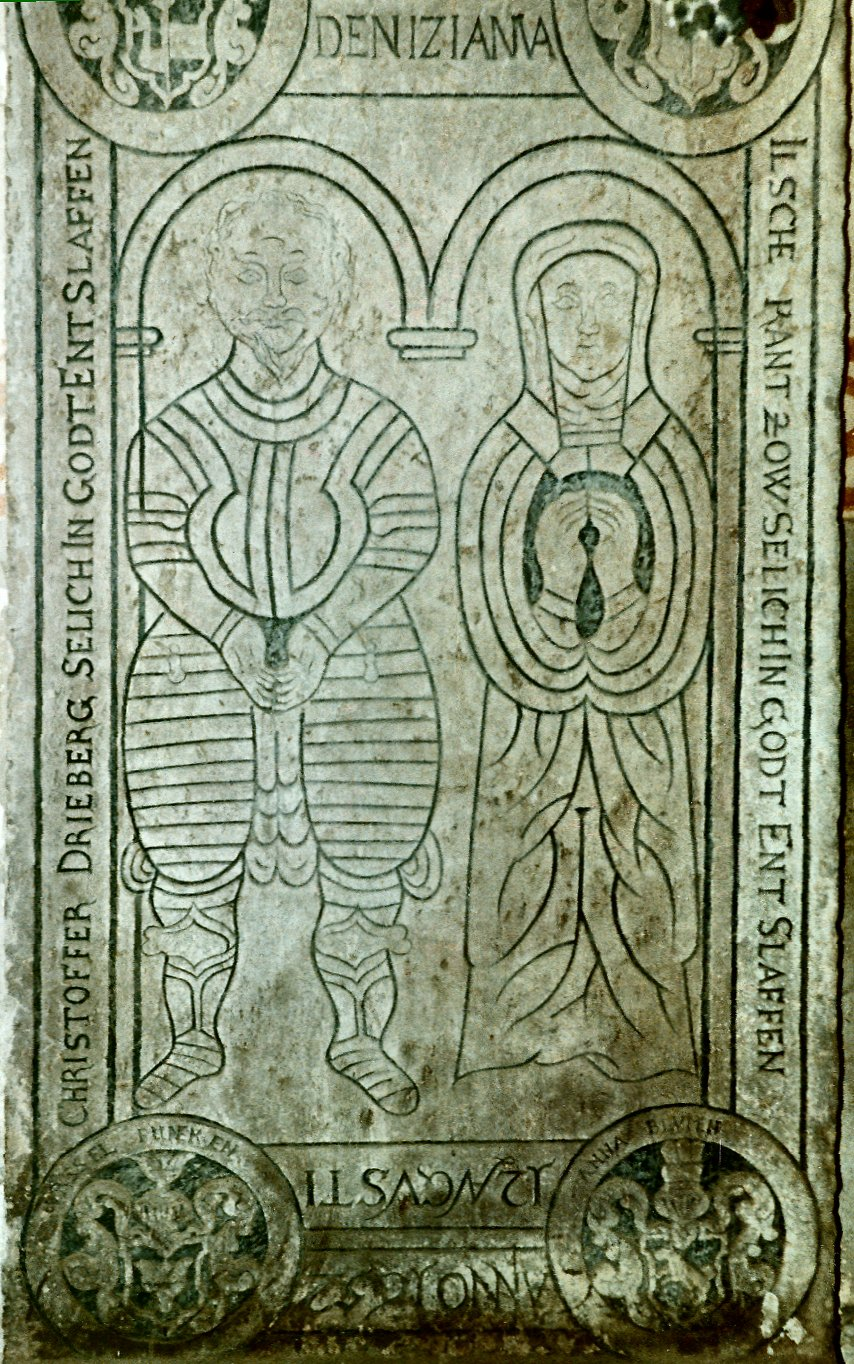
Grabstein von 1652
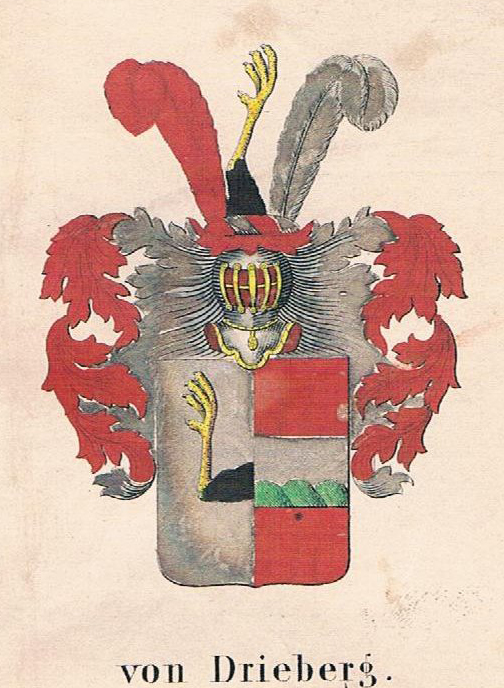
Wappen um 1840
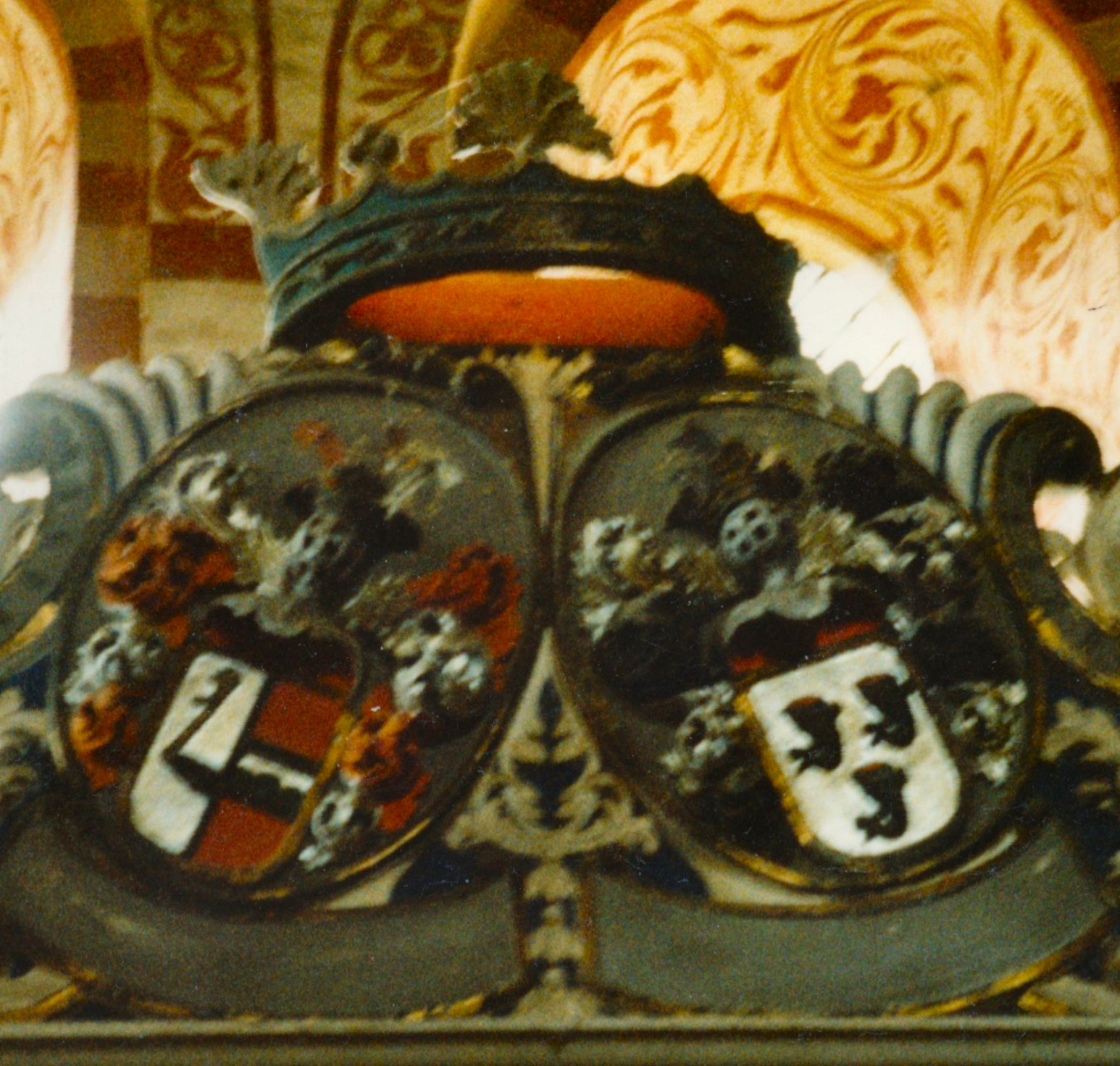
Patronatswappen